# Narbe (Botanik)

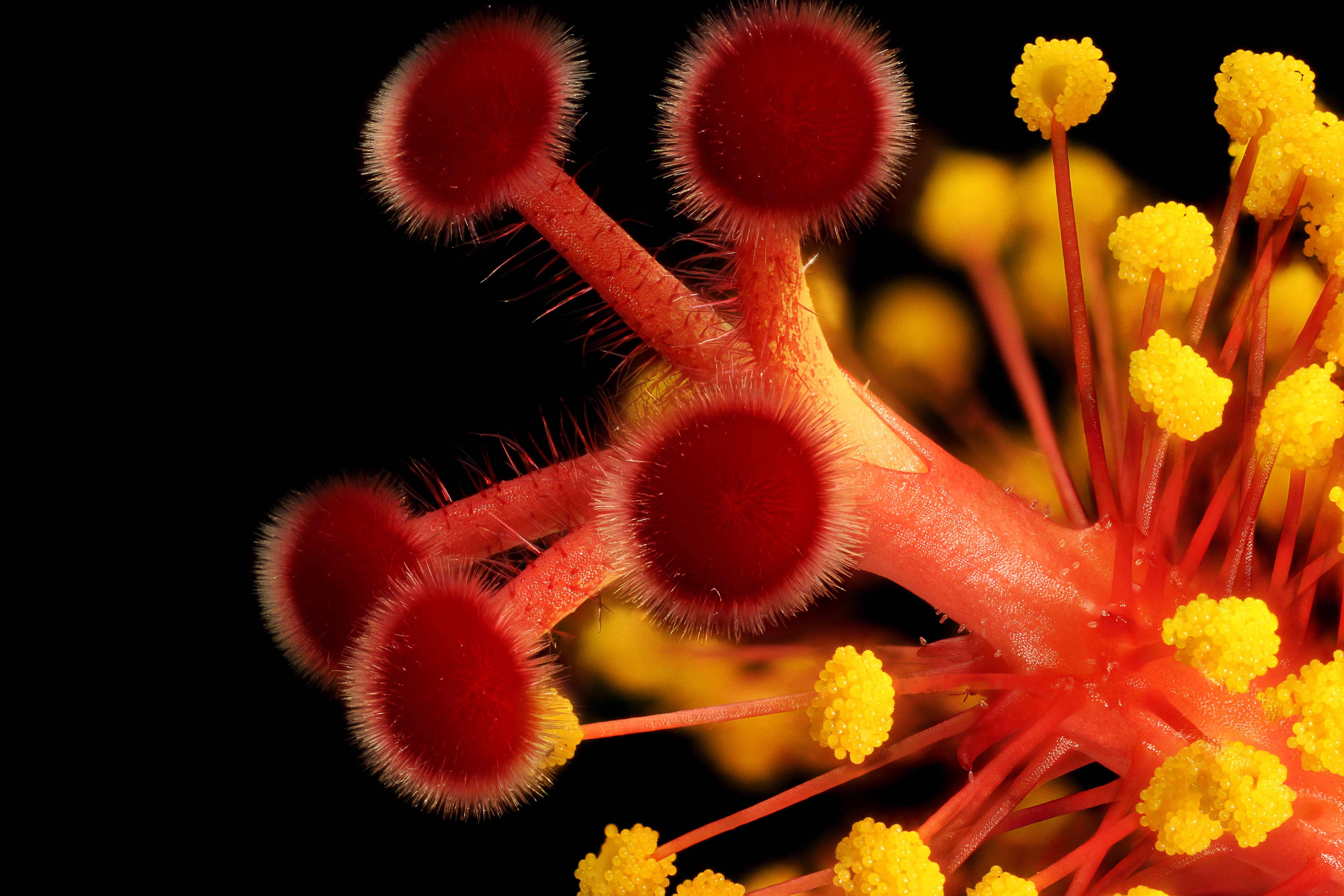
Narben einer Hibiskusblüte auf den Griffelästen (Stylodien) des, von einer Staubblattröhre umgebenen, Griffels

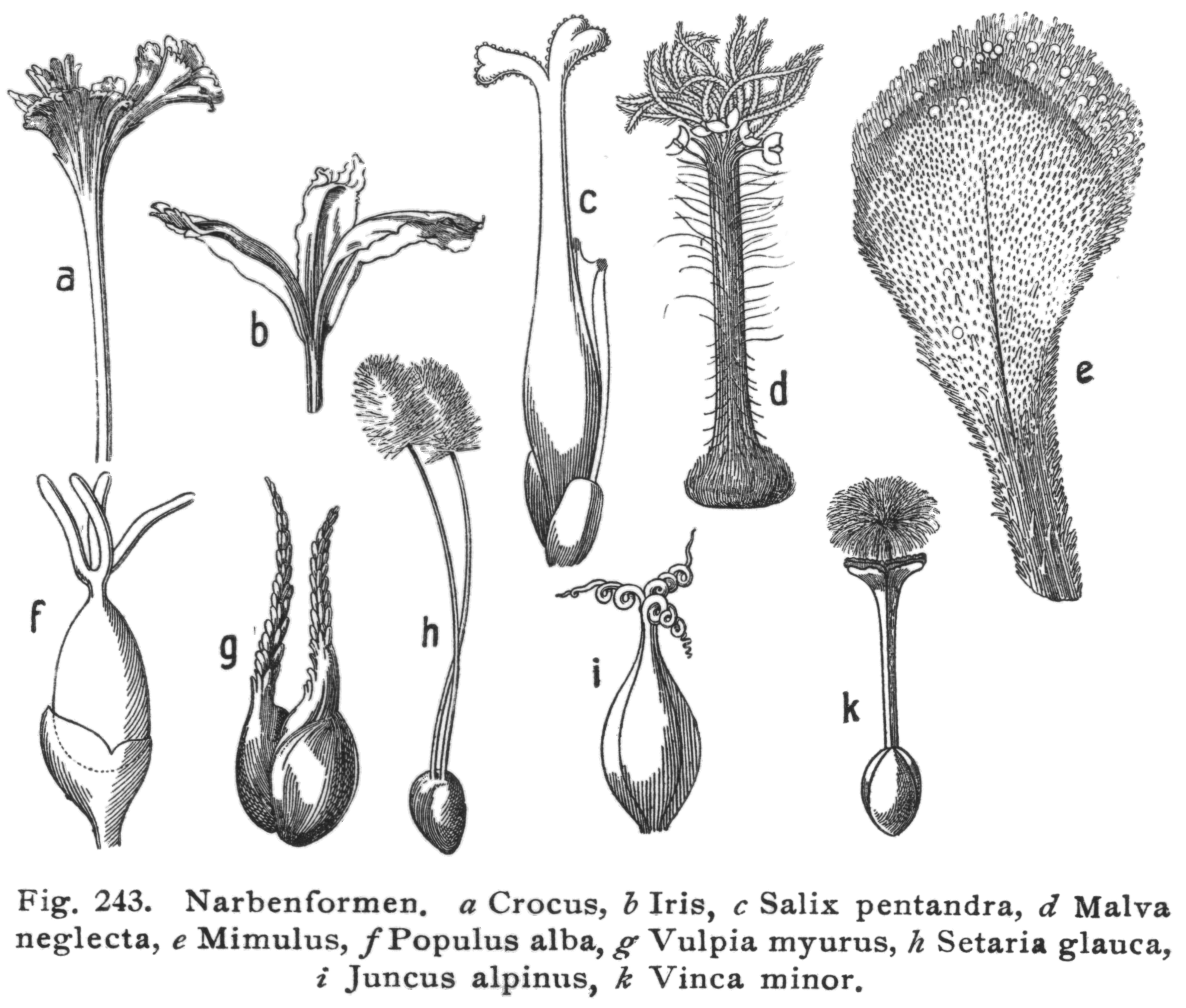
Narben coenokarper Gynoeceen:
a Krokus, b Schwertlilie, c Lorbeer-Weide, d Weg-Malve, e Mimulus, f Silber-Pappel, g Mäuseschwanz-Federschwingel, h Setaria glauca, i Juncus alpino-articulatus, k Kleines Immergrün

Die Narbe oder das Stigma ist der obere Abschnitt des Stempels des Fruchtblattes einer Blüte. Er ist meist feucht und klebrig, kann aber auch „trocken“ sein, oft papillös und ist zum Auffangen und Keimen von Pollen ausgebildet. Narbensekrete können auch eine Nektarfunktion übernehmen.

## Formen
Eine ungeteilte Narbe wird als kopfig, scheiben-, pilzförmig, kugelig oder auslaufend, länglich, zungenförmig sowie als fädig bezeichnet. Ist die Narbe geteilt, wird sie je nach Tiefe der Teilung als mehrlappig (zum Beispiel bei Kreuzblütlern) oder mehrspaltig (zum Beispiel bei Krokussen und Glockenblumen) genannt. Verläuft die Teilung bis an den Griffel heran, sind mehrere Narben vorhanden. Ist kein Griffel vorhanden, so ist die Narbe sitzend (zum Beispiel bei Mohn). Selten sind die Narben in einer Höhlung am Griffelende versteckt, röhrig, tubular (Röhrennarben; Paulownia). Die Narben können auch verästelt, so bei einigen Begonien, oder federig, so beim Reis, sowie trichterförmig sein, so bei den Narbenschenkeln von Crocus sativus.
Sind mehrere sitzende Narben (oft strahlig) vereinigt, spricht man von einer Narbenscheibe, wie z. B. beim Mohn oder den Seerosengewächsen.

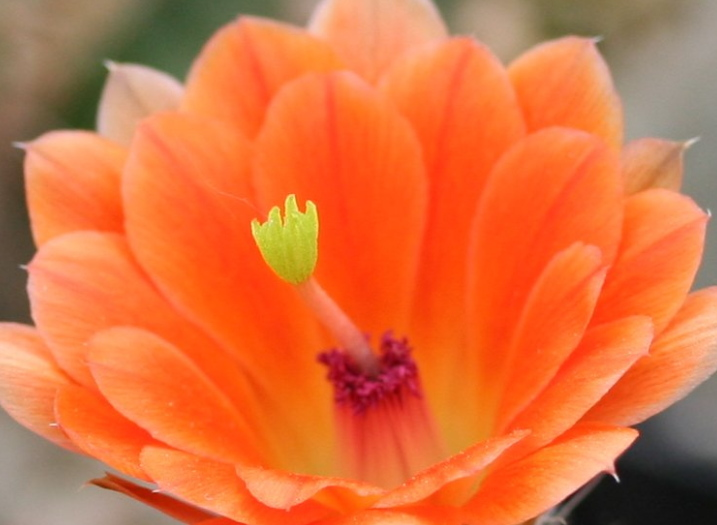
Gespaltene grünliche Narbe mit noch geschlossenen Narbenlappen an Echinocereus scheeri var. obscuriensis
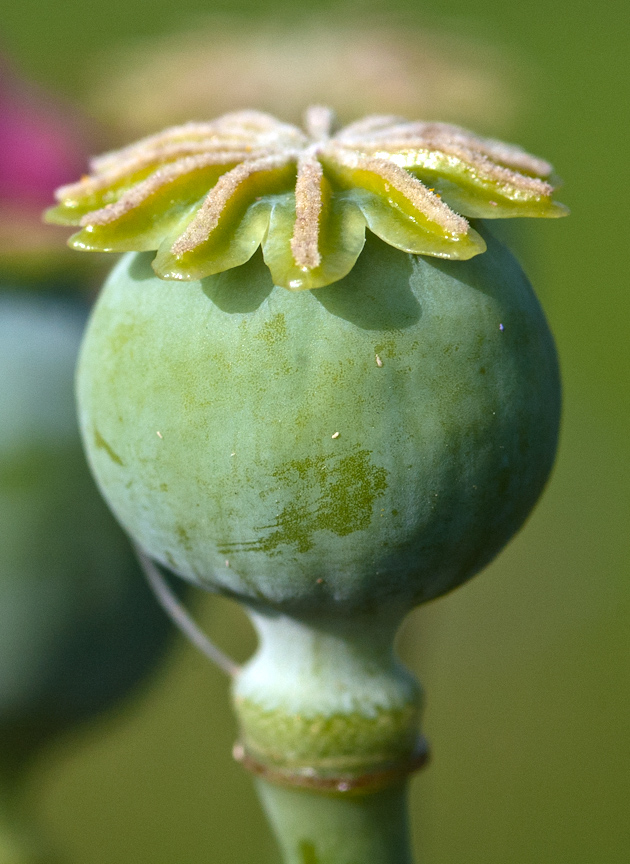
Mohnkapsel mit einer Narbenscheibe
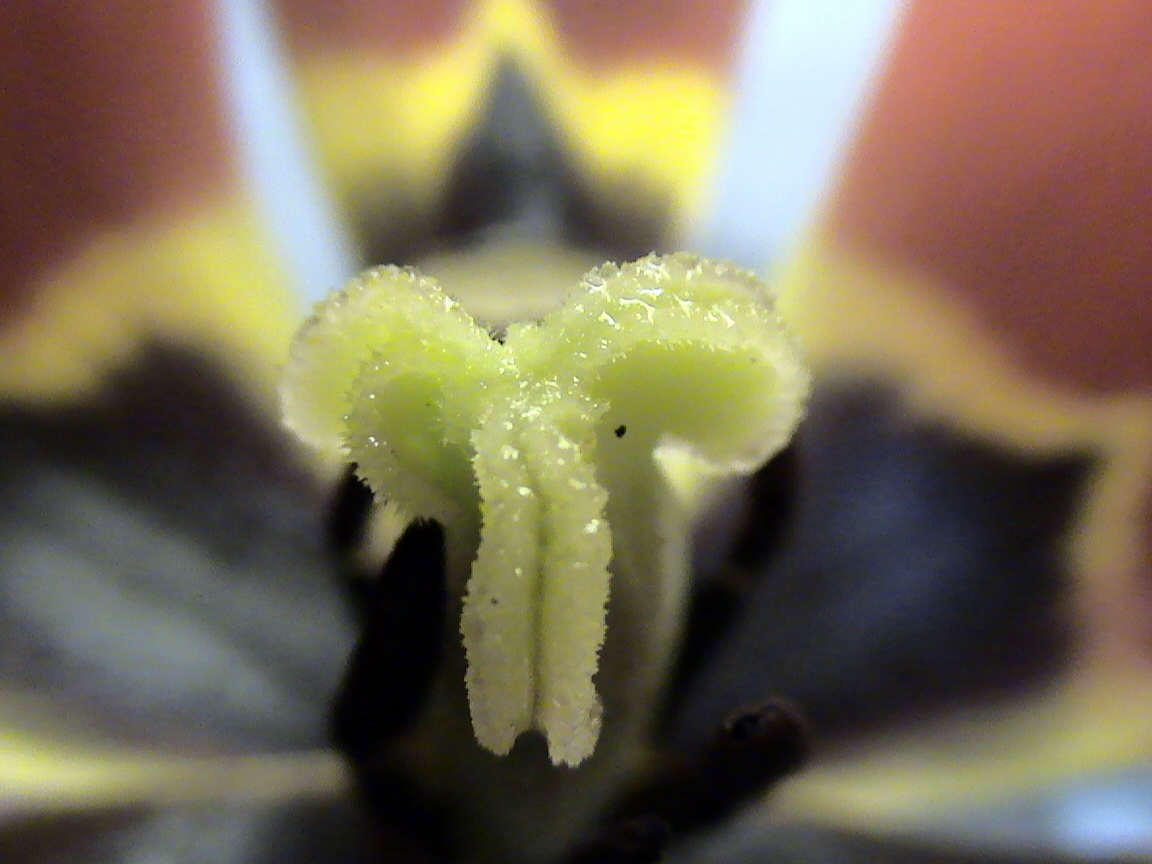
Nahaufnahme der Narbe einer Tulpe
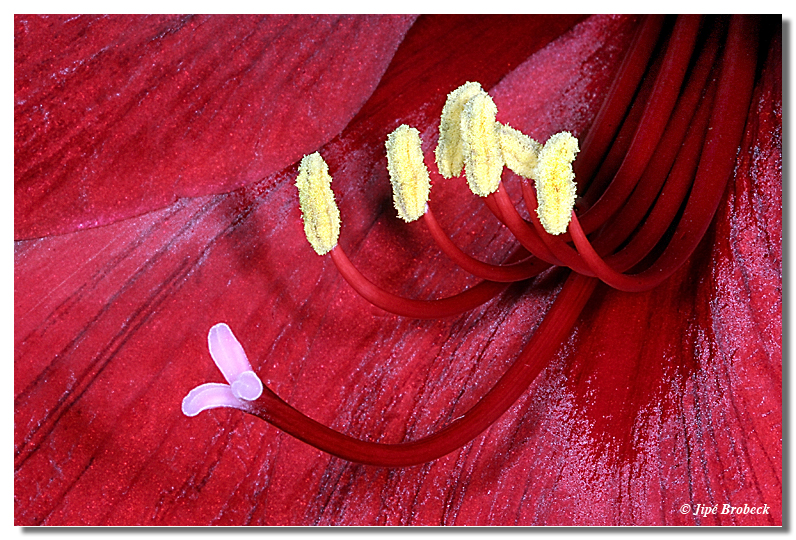
Blüte von Hippeastrum: unten der Griffel, links hellviolett die gelappte Narbe

In einigen Familien der Lippenblütlerartigen sind berührungsempfindliche Narben ausgebildet. Sie schließen sich bei der Berührung durch einen Bestäuber oder durch äußere Reize entweder für immer, nur temporär oder öffnen sich schnell wieder.
Eine seltene Form stellt das Hyperstigma sehr weniger Arten dar (z. B. Tambourissa religiosa). Hier geschieht die Bestäubung nicht direkt auf der Narbe, sondern auf dem vorgelagerten und schleimigen Pfropf, am „Mund“ eines verengten Blütenbechers, welcher hier die Fruchtblätter komplett einschließt.
Die Stellung der Narbe zu den Fruchtblättern kann verschieden sein: kommissural, wenn sie örtlich der Vereinigungsstelle der Fruchtblattränder, oder karinal, wenn sie der Rückenlinie des Fruchtblattes entspricht, möglich ist auch geteilt-karinal.
Verlängerte Narben, die wie Griffeläste erscheinen, werden teilweise auch als Stylodien, Stylodia aufgefasst, falsche Griffel (Stylode).
Bei einigen Arten (Apocynaceae) wird eine sogenannte „Clavuncula“ ausgebildet, hier verbreitert sich der Griffel direkt unterhalb der Narbe. Dies wird auch als Griffel- oder Narbenkopf bezeichnet.
Bei einigen Arten imitieren die Narben die Staubbeutel oder das ganze Androeceum, z. B. bei Begonien, um Bestäuber anzulocken.